# 楠出尽
楠出 尽（くすで じん、本名・性別・生年月日不明）は、日本の覆面作家（漫画原作者）。

## 来歴・人物
2011年3月、『週刊少年サンデー』にて田村光久とのタッグで『ポケットモンスター RéBURST』の連載を開始した。当初は「シナリオ担当」だったが、連載第10話（単行本は第2巻）より「シナリオ協力」に変更となった（田村はそれに伴い「作画担当」から「漫画担当」へ）。同作は田村が自身のTwitterにおいて暗に失敗を認めるほど厳しい評価を受ける。
2012年10月の『RéBURST』連載終了後は、しばらく公の活動実績がなかったが、2014年6月に『仮面ライダーバトル ガンバライジング』のコミカライズ作品『激闘!ガンバライダー!!』において、ストーリー担当として関わった。

## 作品
- ポケットモンスター RéBURST（担当：シナリオ→シナリオ協力、2011年 - 2012年連載、全8巻、週刊少年サンデー、作画→漫画：田村光久）
- 仮面ライダーバトル ガンバライジング 激闘!ガンバライダー!!（担当：ストーリー、2014年 - 2015年連載、仮面ライダーバトルガンバライジング ファンブック、漫画：難波孝）